# Leucanitis pamira
Leucanitis pamira là một loài bướm đêm trong họ Noctuidae.